# Lambert (Semgallen)
Lambert (lateinisch Lambertus, lettisch Lamberts; † zwischen 1227 und 1234) war der zweite Bischof von Semgallen und Selonien im heutigen Lettland.

## Leben
Lambert kam möglicherweise aus Solre im Hennegau, heute an der belgisch-französischen Grenze. Sein Vorgänger Bernhard zur Lippe war 1218 zum ersten Bischof von Selonien ernannt worden, ob er jemals tatsächlich in diesem Gebiet tätig war, ist unklar. Dieser starb im Frühjahr 1224. Ende jenes Jahres wurde eine Bestätigungsurkunde für die Grenzen des Bistums Selonien durch Papst Honorius III. ausgestellt. Der Bischof wurde nicht mit Namen genannt, es könnte bereits Lambert gewesen sein. In den Jahren 1225 und 1226 erschien er mehrmals als Zeuge in Urkunden in Riga. Im April jenes Jahres trat er Selonien als Bistumsgebiet an Bischof Albert von Riga ab und erhielt ganz Semgallen von diesem zugewiesen. Auch von Lambert sind keine Informationen über eine Tätigkeit oder einen Aufenthalt in seinem Bistum überliefert. 1227 war er als Begleitung des Legaten Wilhelm von Modena in Livland unterwegs.
1232 wurde erstmals Balduin als neuer Bischof von Semgallen genannt, 1234 wurde Lambert als verstorben bezeichnet. Von ihm ist ein Siegel als Bischof von Selonien erhalten.